# Raúl Baduel
Raúl Isaías Baduel (6. července 1955, Guárico, Venezuela – 12. října 2021, Caracas, tamtéž) byl venezuelský politik, generál a ministr obrany za prezidenta Huga Cháveze.

## Kariéra
Baduel byl klíčovou osobou při návratu Cháveze k moci po venezuelském pokusu o státní převrat v roce 2002. Byl vrchním velitelem venezuelské armády od roku 2004 do července 2007.
V roce 2007 Baduel opustil pozici ministra obrany. Chávez později řekl, že ho z úřadu odvolal, protože nebyl schopen vysvětlit řadu nesrovnalostí.
Po odchodu z funkce ministra obrany se v roce 2007 stal opozičním vůdcem, když se veřejně rozešel s Chávezem. Oznámil také svůj nesouhlas s ústavními změnami navrženými v ústavním referendu v roce 2007, které by posílily pravomoci prezidenta. Baduel soudil, že Chávez vede Venezuelu na „cestu do záhuby“ a stává se autoritativním.
Stal se nejvýše postavenou vojenskou osobou, která byla proti Chávezovým ústavním změnám.

## Odnětí svobody
V říjnu 2008 vojenský prokurátor uvedl, že Baduel je zodpovědný za zhruba 14 milionů dolarů, které zmizely během jeho působení ve funkci ministra obrany“ při transakci, jejíž součástí byl nákup vojenského vybavení. List The New York Times uvedl, že „Chávez zasáhl proti širokému spektru domácích kritiků a jeho úsilí posledních týdnů, kdy chtěl posílit svou kontrolu nad ozbrojenými silami, vedlo k zatýkání na vysoké úrovni a vlně přeřazení“. Dne 2. dubna 2009 byl Baduel zatčen. Své zatčení označil za politicky motivované.
Podle listu The Guardian uvedl, že „jeho zločinem bylo uvědomit si – a prohlásit – že prezident je tyran“. Zpráva organizace Human Rights Watch z roku 2009 zmínila Baduela jako příklad politické perzekuce. V dubnu 2010 Amnesty International obvinila venezuelskou vládu, že se cíleně zaměřuje na vůdce a sympatizanty opozice.
V květnu 2010 byl Baduel za korupci odsouzen k sedmi letům a 11 měsícům vězení. Byl propuštěn o šest let později v roce 2015.

### Druhé zadržení
Dne 12. ledna 2017 byl Baduel znovu zatčen po obviněních venezuelské vlády, že připravuje spiknutí za účelem jejího svržení. Bylo zadrženo mnoho dalších opozičních politiků, svá obvinění považovali za vykonstruovaná. Příbuzní Baduela uvedli, že byl od konce ledna 2018 držen v podzemní samotce známé pod jménem "La Tumba" (španělsky hrob).
V červnu 2019 byl přemístěn do věznice s nejvyšší ostrahou ve Fuerte Tiuna.
Dne 12. října 2021 generální prokurátor Tarek William Saab oznámil, že Baduel zemřel údajně v důsledku zástavy srdce způsobené COVID-19. Jeho příbuzní tuto verzi zpochybnili s tím, že ho navštívili 9. října, kdy byl v pořádku.